# ديفيد راميريز
ديفيد راميريز (بالإسبانية: David Ramírez)‏ (28 مايو 1993 في كوستاريكا - ) هو لاعب كرة قدم كوستاريكي في مركز جناح، شارك في بطولة تولون الدولية لكرة القدم 2015 وكأس الكونكاكاف الذهبية 2015 و2015 CONCACAF Men's Olympic Qualifying Championship ‏ وكوبا سينتروأمريكانا 2014 وألعاب أمريكا الوسطى 2013 ‏ و2013 CONCACAF U-20 Championship ‏ وكأس الكونكاكاف الذهبية 2017. وشارك مع منتخب كوستاريكا تحت 20 سنة لكرة القدم ومنتخب كوستاريكا لكرة القدم. أما مع النوادي، فقد لعب مع ديبورتيفو سابريسا ونادي إيفيان.

## وصلات خارجية
- ديفيد راميريز على موقع قاعدة بيانات كرة القدم.إي يو (الإنجليزية)
- ديفيد راميريز على موقع ناشيونال فوتبول تيمز (الإنجليزية)
- ديفيد راميريز على موقع Soccerway.com (الإنجليزية)
- ديفيد راميريز على موقع AS.com (الإسبانية)